# Pervyj divizion 2010
La Pervyj divizion 2010 fu la diciannovesima edizione della seconda serie del campionato russo di calcio, l'ultima prima del cambio di nome in PFN Ligi. La stagione iniziò il 27 marzo e si concluse il 6 novembre 2010. Vide la vittoria finale del Kuban', che venne promosso in Prem'er-Liga assieme al Volga Nižnij Novgorod. Capocannoniere del torneo fu l'attaccante georgiano del Volga Nižnij Novgorod Otar Martsvaladze con 21 reti realizzate.

## Stagione

### Novità
Dalla Pervyj divizion 2009 vennero promossi in Prem'er-Liga l'Anži e il Sibir', mentre vennero retrocessi in Vtoroj divizion il Nosta Novotroick, il Čita, il Černomorec Novorossijsk, il Metallurg Lipeck e l'MVD Rossii. Dalla Prem'er-Liga vennero retrocessi il Kuban' e il Chimki, mentre dalla Vtoroj divizion vennero promossi la Dinamo San Pietroburgo, l'Avangard Kursk, il Žemčužina-Soči, il Mordovija e l'Irtyš Omsk, vincitori dei cinque gironi.
Prima dell'inizio della stagione il Vitjaz' Podol'sk rinunciò all'iscrizione per problemi finanziari, ripartendo dalla Vtoroj divizion. Inoltre, l'Alanija Vladikavkaz venne ammesso in Prem'er-Liga a completamento organico, a seguito dell'esclusione del FK Mosca. Per completare l'organico tutti i club classificatisi al secondo e al terzo posto nei cinque gironi di Vtoroj divizion vennero invitati a presentare domanda di iscrizione: solo due squadre avevano soddisfatto tutti i requisiti e vennero ammesse in Pervyj divizion: la Dinamo Brjansk e l'FK Volgograd, rispettivamente, seconda classificata nel girone centro e terzo classificato nel girone sud.
Il Saljut-Ėnergija tornò alla denominazione Saljut Belgorod, mentre l'FK Volgograd si fuse col Rotor assumendo la denominazione Rotor.

### Formula
Le 20 squadre partecipanti si sono affrontate in un girone all'italiana con partite di andata e ritorno per un totale di 38 giornate: venivano assegnati tre punti per la vittoria, uno per il pareggio e zero per la sconfitta. Le prime due classificate venivano promosse direttamente in Prem'er-Liga, mentre le ultime cinque classificate venivano retrocesse direttamente in Vtoroj divizion.

## Squadre partecipanti
| Squadra                | Città            | Stadio                  | Stagione precedente                                                                                                   |
| ---------------------- | ---------------- | ----------------------- | --- |
| Avangard Kursk         | Kursk            | Stadio Trudovye Rezervy | 1º posto nel girone centro di Vtoroj divizion                                                                         |
| Baltika                | Kaliningrad      | Stadio Baltika          | 9º posto in Pervyj divizion                                                                                           |
| Chimki                 | Chimki           | Stadio Novye Chimki     | 16º posto in Prem'er-Liga                                                                                             |
| Dinamo Brjansk         | Brjansk          | Stadio Dinamo           | 2º posto nel girone centro di Vtoroj divizion                                                                         |
| Dinamo San Pietroburgo | San Pietroburgo  | Stadio Petrovskij       | 1º posto nel girone ovest di Vtoroj divizion                                                                          |
| Irtyš Omsk             | Omsk             | Stadio Stella Rossa     | 1º posto nel girone est di Vtoroj divizion                                                                            |
| KAMAZ                  | Naberežnye Čelny | Stadio KAMAZ            | 5º posto in Pervyj divizion                                                                                           |
| Krasnodar              | Krasnodar        | Stadio Kuban'           | 10º posto in Pervyj divizion                                                                                          |
| Kuban'                 | Krasnodar        | Stadio Kuban'           | 15º posto in Prem'er-Liga                                                                                             |
| Luč-Ėnergija           | Vladivostok      | Stadio Dinamo           | 14º posto in Pervyj divizion                                                                                          |
| Mordovija              | Saransk          | Stadio Start            | 1º posto nel girone Volga-Urali di Vtoroj divizion                                                                    |
| Nižnij Novgorod        | Nižnij Novgorod  | Stadio Severnyj         | 13º posto in Pervyj divizion                                                                                          |
| Rotor                  | Volgograd        | Stadio Centrale         | 3º posto nel girone sud di Vtoroj divizion (come Volvograd), 17º posto nel girone sud di Vtoroj divizion (come Rotor) |
| Saljut Belgorod        | Belgorod         | Stadio Saljut           | 7º posto in Pervyj divizion                                                                                           |
| Šinnik                 | Jaroslavl'       | Stadio Šinnik           | 6º posto in Pervyj divizion                                                                                           |
| SKA-Ėnergija           | Chabarovsk       | Stadio Lenin            | 15º posto in Pervyj divizion                                                                                          |
| Ural                   | Ekaterinburg     | Stadio Uralmaš          | 8º posto in Pervyj divizion                                                                                           |
| Volga Nižnij Novgorod  | Nižnij Novgorod  | Stadio Lokomotiv        | 4º posto in Pervyj divizion                                                                                           |
| Volgar'-Gazprom        | Astrachan'       | Stadio Centrale         | 12º posto in Pervyj divizion                                                                                          |
| Žemčužina-Soči         | Soči             | Stadio Centrale         | 1º posto nel girone sud di Vtoroj divizion                                                                            |

## Classifica finale
|  | Pos. | Squadra                | Pt | G  | V  | N  | P  | GF | GS | DR  |
|  | ---- | ---------------------- | -- | -- | -- | -- | -- | -- | -- | --- |
|  | 1.   | Kuban'                 | 80 | 38 | 24 | 8  | 6  | 51 | 20 | +31 |
|  | 2.   | Volga Nižnij Novgorod  | 71 | 38 | 19 | 14 | 5  | 62 | 25 | +37 |
|  | 3.   | Nižnij Novgorod        | 70 | 38 | 21 | 7  | 10 | 60 | 41 | +19 |
|  | 4.   | KAMAZ                  | 66 | 38 | 19 | 9  | 10 | 55 | 43 | +12 |
|  | 5.   | Krasnodar              | 61 | 38 | 17 | 10 | 11 | 60 | 44 | +16 |
|  | 6.   | Mordovija              | 58 | 38 | 16 | 10 | 12 | 53 | 40 | +13 |
|  | 7.   | Ural                   | 58 | 38 | 14 | 16 | 8  | 38 | 28 | +10 |
|  | 8.   | Žemčužina-Soči         | 57 | 38 | 16 | 9  | 13 | 45 | 44 | +1  |
|  | 9.   | Volgar'-Gazprom        | 57 | 38 | 16 | 9  | 13 | 45 | 48 | -3  |
|  | 10.  | Šinnik                 | 55 | 38 | 14 | 13 | 11 | 43 | 31 | +12 |
|  | 11.  | SKA-Ėnergija           | 53 | 38 | 15 | 8  | 15 | 37 | 39 | -2  |
|  | 12.  | Luč-Ėnergija           | 52 | 38 | 13 | 13 | 12 | 42 | 42 | 0   |
|  | 13.  | Chimki                 | 50 | 38 | 11 | 17 | 10 | 39 | 38 | +1  |
|  | 14.  | Dinamo Brjansk         | 44 | 38 | 11 | 11 | 16 | 53 | 54 | -1  |
|  | 15.  | Baltika                | 43 | 38 | 11 | 10 | 17 | 38 | 47 | -9  |
|  | 16.  | Dinamo San Pietroburgo | 37 | 38 | 9  | 10 | 19 | 32 | 53 | -21 |
|  | 17.  | Saljut Belgorod        | 34 | 38 | 7  | 13 | 18 | 30 | 47 | -17 |
|  | 18.  | Rotor                  | 34 | 38 | 9  | 7  | 22 | 27 | 64 | -37 |
|  | 19.  | Irtyš Omsk             | 28 | 38 | 6  | 10 | 22 | 26 | 52 | -26 |
|  | 20.  | Avangard Kursk         | 27 | 38 | 7  | 6  | 25 | 31 | 67 | -36 |

Legenda:
      Promossa in Prem'er-Liga 2011-2012.
      Retrocessa in Vtoroj divizion 2011-2012.
Note:
Tre punti a vittoria, uno a pareggio, zero a sconfitta.
Il Krasnodar è stato successivamente ammesso alla Prem'er-Liga 2011-2012 a completamento organico.

## Risultati
|                       | Kub  | VNN  | NiN  | KAM  | Kra  | Mor  | Ura  | Žem  | VoG  | Šin  | SKĖ  | Luč  | Chi  | DiB  | Bal  | DSP  | Sal  | Rot  | Irt  | AvK  |
| --------------------- | ---- | ---- | ---- | ---- | ---- | ---- | ---- | ---- | ---- | ---- | ---- | ---- | ---- | ---- | ---- | ---- | ---- | ---- | ---- | ---- |
| Kuban'                | –––– | 1-0  | 0-0  | 0-1  | 3-0  | 0-2  | 3-0  | 0-1  | 6-1  | 1-1  | 1-0  | 3-0  | 1-0  | 1-0  | 0-0  | 2-0  | 3-0  | 0-0  | 2-1  | 2-0  |
| Volga Nižnij Novgorod | 0-0  | –––– | 3-0  | 2-2  | 4-1  | 3-0  | 3-0  | 3-0  | 3-1  | 1-0  | 2-0  | 2-2  | 2-0  | 1-1  | 4-1  | 3-0  | 0-0  | 1-0  | 3-0  | 3-0  |
| Nižnij Novgorod       | 3-1  | 2-2  | –––– | 3-1  | 4-3  | 0-1  | 1-0  | 0-0  | 0-0  | 1-0  | 2-0  | 3-1  | 2-0  | 3-1  | 2-0  | 1-0  | 3-0  | 3-0  | 2-1  | 3-2  |
| KAMAZ                 | 1-2  | 1-1  | 3-2  | –––– | 1-0  | 2-1  | 1-1  | 2-0  | 3-1  | 1-2  | 1-1  | 1-0  | 1-1  | 1-1  | 2-1  | 2-0  | 2-0  | 2-1  | 1-2  | 2-0  |
| Krasnodar             | 0-1  | 3-3  | 4-2  | 3-2  | –––– | 4-1  | 1-0  | 1-1  | 2-0  | 2-1  | 3-0  | 3-0  | 1-1  | 5-1  | 3-1  | 0-0  | 3-0  | 2-0  | 2-0  | 0-0  |
| Mordovija             | 3-0  | 2-0  | 3-1  | 1-2  | 1-2  | –––– | 1-1  | 1-1  | 1-1  | 1-0  | 0-2  | 0-0  | 2-1  | 3-2  | 1-0  | 2-1  | 3-1  | 0-1  | 2-1  | 0-1  |
| Ural                  | 0-0  | 0-1  | 3-0  | 1-1  | 3-1  | 1-0  | –––– | 1-1  | 2-0  | 0-0  | 1-0  | 1-0  | 0-2  | 3-3  | 1-0  | 2-0  | 4-0  | 0-0  | 1-0  | 0-0  |
| Žemčužina-Soči        | 0-1  | 0-2  | 2-2  | 3-2  | 2-0  | 2-1  | 2-2  | –––– | 1-0  | 2-1  | 1-0  | 0-0  | 2-1  | 2-1  | 1-2  | 3-1  | 2-2  | 2-2  | 2-1  | 3-2  |
| Volgar'-Gazprom       | 2-1  | 1-0  | 2-1  | 0-1  | 2-1  | 0-3  | 0-0  | 0-3  | –––– | 0-1  | 1-0  | 2-1  | 2-2  | 3-0  | 2-2  | 3-2  | 0-0  | 2-0  | 2-0  | 3-1  |
| Šinnik                | 0-1  | 0-0  | 0-1  | 1-2  | 1-0  | 0-0  | 1-1  | 0-1  | 2-0  | –––– | 3-0  | 3-2  | 0-0  | 1-0  | 1-1  | 0-0  | 1-1  | 1-1  | 1-0  | 2-0  |
| SKA-Ėnergija          | 0-0  | 1-2  | 0-1  | 0-2  | 1-0  | 3-1  | 0-0  | 2-0  | 1-0  | 2-3  | –––– | 0-0  | 1-1  | 0-0  | 1-0  | 0-1  | 2-0  | 2-1  | 1-0  | 2-1  |
| Luč-Ėnergija          | 0-1  | 1-1  | 3-1  | 0-1  | 1-1  | 2-0  | 1-0  | 2-1  | 0-1  | 3-1  | 0-0  | –––– | 0-0  | 0-3  | 2-1  | 1-0  | 1-1  | 2-0  | 1-1  | 4-3  |
| Chimki                | 0-1  | 1-0  | 1-1  | 0-2  | 0-0  | 0-3  | 1-1  | 3-1  | 1-1  | 1-1  | 0-0  | 1-1  | –––– | 2-2  | 1-0  | 4-1  | 1-3  | 1-0  | 1-1  | 3-0  |
| Dinamo Brjansk        | 0-2  | 0-1  | 1-1  | 4-0  | 4-3  | 0-0  | 0-2  | 1-0  | 2-3  | 0-1  | 5-0  | 1-1  | 1-1  | –––– | 0-1  | 4-1  | 0-1  | 2-2  | 2-1  | 1-0  |
| Baltika               | 0-1  | 0-0  | 1-0  | 2-4  | 1-1  | 2-2  | 0-1  | 2-1  | 1-1  | 0-1  | 1-2  | 1-0  | 3-1  | 1-2  | –––– | 2-0  | 3-2  | 0-0  | 2-1  | 2-1  |
| Dinamo S. Pietroburgo | 0-0  | 1-1  | 0-1  | 1-1  | 0-0  | 1-3  | 1-1  | 0-1  | 1-1  | 2-5  | 2-1  | 1-2  | 0-2  | 0-0  | 0-2  | –––– | 4-1  | 2-0  | 2-0  | 1-0  |
| Rotor                 | 0-3  | 1-4  | 0-2  | 1-0  | 0-1  | 0-6  | 1-2  | 1-0  | 0-1  | 1-0  | 0-2  | 2-2  | 0-1  | 1-0  | 1-0  | 1-2  | –––– | 0-1  | 0-0  | 1-0  |
| Saljut                | 1-2  | 0-0  | 0-1  | 2-0  | 1-2  | 1-1  | 1-1  | 1-0  | 1-2  | 0-0  | 2-4  | 0-1  | 1-2  | 4-2  | 1-1  | 1-2  | 2-1  | –––– | 1-0  | 0-0  |
| Irtyš Omsk            | 2-3  | 1-1  | 1-0  | 0-0  | 0-0  | 0-0  | 1-0  | 0-1  | 1-4  | 1-1  | 0-1  | 0-3  | 0-0  | 1-4  | 2-0  | 0-2  | 2-0  | 1-1  | –––– | 2-1  |
| Avangard Kursk        | 1-2  | 1-0  | 1-5  | 2-1  | 1-2  | 1-1  | 0-1  | 1-0  | 1-0  | 1-6  | 1-5  | 1-2  | 0-1  | 1-2  | 1-1  | 0-0  | 1-3  | 2-0  | 2-1  | –––– |

## Statistiche

### Classifica marcatori
| Gol |  |  | Giocatore               | Squadra                 |
| --- |  |  | ----------------------- | ----------------------- |
| 21  |  |  | Otar Martsvaladze       | Volga Nižnij Novgorod   |
| 18  |  |  | Spartak Gogniev         | KAMAZ, Krasnodar        |
| 16  |  |  | Sergej Davydov          | Volgar'-Gazprom, Kuban' |
| 15  |  |  | Dmitrij Golubov         | Baltika                 |
| 13  |  |  | Ruslan Muchametšin      | Mordovija               |
| 13  |  |  | Sergej Serdjukov        | KAMAZ                   |
| 13  |  |  | Aleksandr Tichonoveckij | Nižnij Novgorod         |